# Probactrosaurus
Probactrosaurus („před baktrosaurem“) byl rod hadrosauroidního dinosaura ze spodnokřídového období (žil asi před 136 až 125 miliony let). Fosilie tohoto býložravého ptakopánvého dinosaura byly objeveny v letech 1959 a 1960 v Mongolsku (poušť Gobi). Šlo o poměrně robustního čtyřnohého býložravce, který se zřejmě pohyboval v malých stádech.

## Historie
Původně se předpokládalo, že se jedná o asijský druh iguanodona, který žil na západě Evropy zhruba ve stejné době. Dnes považujeme rod Probactrosaurus za bazálního zástupce skupiny Hadrosauroidea, příbuzného čeledi Hadrosauridae (kachnozobých dinosaurů). Tito dinosauři dosahovali délky kolem 3,5 až 5,5 metru a hmotnosti asi jedné tuny. Jiný odhad udává hmotnost 1500 kilogramů. Druh P. mongoliensis popsal roku 1966 ruský (tehdy sovětský) paleontolog Anatolij Konstantinovič Rožděstvenský. Vývojově blízkým příbuzným tohoto ornitopoda byl zřejmě čínský rod Zuoyunlong, vědecky popsaný roku 2016.